# Landkreis Leipzig
Landkreis Leipzig is een Landkreis in de deelstaat Saksen. Het ontstond tijdens de herindeling van Saksen in 2008 uit de voormalige Landkreisen Leipziger Land en Muldentalkreis.
De Landkreis telt 258.386 inwoners (31 december 2020) op een oppervlakte van 1.646,78 km². De hoofdplaats is Borna.

Gemeenten in Landkreis Leipzig

Bad Lausick ·
Belgershain ·
Bennewitz · 
Böhlen ·
Borna ·
Borsdorf ·
Brandis ·
Colditz ·
Elstertrebnitz ·
Frohburg ·
Geithain ·
Grimma ·
Groitzsch ·
Großpösna ·
Kitzscher ·
Kohren-Sahlis ·
Lossatal ·
Machern ·
Markkleeberg ·
Markranstädt ·
Naunhof ·
Neukieritzsch ·
Otterwisch ·
Parthenstein ·
Pegau ·
Regis-Breitingen ·
Rötha ·
Thallwitz ·
Trebsen/Mulde ·
Wurzen ·
Zwenkau